# フィティアンガ
フィティアンガ(Whitianga)は、ニュージーランドの北島にあるコロマンデル半島に位置する町である。人口は6160人（2020年）。
フィティアンガはオークランドから気軽に行けるリゾート地である。世界有数のマッスル(ムール貝)の産地でもある。
見所はシェイクスピアクリーフやカッセドラルケーブなど。
またカッセドラルケーブについては、映画『ナルニア国物語』の撮影現場にも使われるなど、自然豊かな町である。